# Tetsuya Nakashima
Tetsuya Nakashima (中島哲也) nascut el 1959) és un director de cinema i guionista japonès.
Va néixer a Fukuoka, assistint a l'escola secundària a Chikushino. La seva pel·lícula de 2010 Kokuhaku va ser guardonada amb el Millor Película als Premis de l'Acadèmia Japonesa, on Nakashima també va ser guardonat com a Director de l'Any i Guió de l'Any. Als Asian Film Awards, la pel·lícula va ser nominada a Millor pel·lícula i Millor director, entre altres categories. Confessions també va ser seleccionada com a entrada japonesa per al Millor pel·lícula en llengua estrangera als premis Oscar de 2010 i va estar a la llista final final el gener de 2011. Nakashima va rebre el premi al millor director a la 26è Festival de Cinema de Yokohama per la seva pel·lícula Kamikaze girls, que també va guanyar la millor pel·lícula. Per Kamikaze Girls, també va guanyar la millor pel·lícula i millor director als 14th Japan Film Professional Awards. La seva pel·lícula de 2006 Kiraware Matsuko no Isshō va rebre 14 nominacions al 30ns Premis de l'Acadèmia Japonesa, incloent-hi la Fotografia de l'Any i el Director de l'Any. El 2014, va ser nominat per al Premi Elecció del Públic al Festival Internacional de Cinema de Chicago, per la seva pel·lícula Kawaki.
Originalment estava programat per dirigir una adaptació de l'èxit manga Shingeki no Kyojin, però el desembre de 2012 va deixar el projecte per diferències amb la resta de l'equip de producció.

## Filmografia
- Bakayarô!: Watashi okkote masu (1988) (segment 2)
- Happy-Go-Lucky (1997)
- Beautiful Sunday (1998)
- Kamikaze girls (2004)
- Rolling Bomber Special (2005)
- Kiraware Matsuko no Isshō (2006)
- Pako to Mahō no Ehon (2008)
- Kokuhaku (2010)
- Kawaki (2014)
- Kuru (2018)